# Кяхта
Кя́хта (бур. Хяагта хото) — город районного значения в России, административный центр Кяхтинского района Республики Бурятии и городского поселения «Город Кяхта». Население — 17 758 чел. (2025).
Один из пяти исторических городов Бурятии и одно из 41 исторического поселения России.

## Этимология
Название реки, урочища и города Кяхты происходит от бур. хяаг — «пырей» + та (суффикс принадлежности), буквально — «пырейное место».

## Герб города

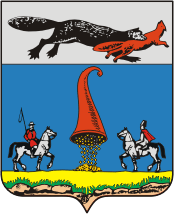
Герб Троицкосавска
Герб города Троицкосавска Иркутской губернии утверждён 20 июля 1846 года указом императора Николая I.
Описание герба:
Щит разделён на две части, в верхней, меньшей, в серебряном поле — Иркутский герб („В серебряном поле щита бегущий бабр, а в роту у него соболь“), а в нижней, пространной, — в голубом поле рог изобилия, из коего сыплются золотые монеты; по сторонам оного, в песчаном грунте, слева казак, а справа бурят, оба верхом на конях.
Слово бабр при создании герба по словесному описанию, было неверно истолковано художником. Вместо тигра на гербе изображён зверь, похожий на бобра с широким хвостом и перепончатыми лапами.
В нижней части герба рог изобилия, что символизирует торговлю с Китаем. Конные казак и бурят указывают на пограничное положение Троицкосавской крепости.

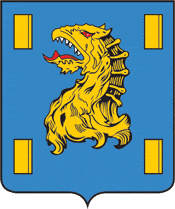
Герб Кяхты
22 декабря 1861 года был утверждён герб Кяхтинского градоначальства, который стал гербом Кяхты.
Описание герба:
«В лазоревом щите золотая оторванная голова дракона, с червлёными глазами и языком, и сопровождаемая четырьмя золотыми гонтами (слитками)». Полный дракон символизирует Китай, а голова дракона — символ городов, которые вели торговлю с Китаем.

## География
Город расположен в 234 км к юго-западу от Улан-Удэ, в пограничной зоне у государственной границы Российской Федерации с Монголией, на автомагистрали федерального значения А340 Улан-Удэ — Кяхта — граница с Монголией (Кяхтинский тракт).

### Уличная сеть
На 2024 год — 107 улиц, 15 переулков. Улицы и переулки называли по известным людям, на них проживающих.

## Климат
В Кяхте резко континентальный климат с муссонными чертами.
| Показатель                    | Янв.  | Фев.  | Март  | Апр.  | Май   | Июнь | Июль | Авг. | Сен. | Окт.  | Нояб. | Дек.  | Год   |
| ----------------------------- | ----- | ----- | ----- | ----- | ----- | ---- | ---- | ---- | ---- | ----- | ----- | ----- | ----- |
| Абсолютный максимум, °C       | −0,1  | 8,6   | 20,5  | 30,6  | 35,0  | 39,3 | 40,6 | 37,1 | 31,5 | 26,6  | 12,8  | 5,4   | 40,6  |
| Средний суточный максимум, °C | −15   | −9    | 1,1   | 11,2  | 18,6  | 24,8 | 26,4 | 23,7 | 16,9 | 7,7   | −3,9  | −12,6 | 7,5   |
| Средняя температура, °C       | −20,1 | −15,1 | −5,6  | 3,8   | 10,9  | 17,5 | 19,9 | 17,1 | 10,0 | 1,3   | −9,2  | −17,6 | 1,1   |
| Средний суточный минимум, °C  | −24,5 | −20,4 | −11,5 | −2,6  | 3,9   | 10,9 | 14,0 | 11,6 | 4,5  | −3,8  | −13,9 | −21,7 | −4,4  |
| Абсолютный минимум, °C        | −55,2 | −49,1 | −39,7 | −24,8 | −12,1 | −4,5 | 1,4  | −2,7 | −9,7 | −26,8 | −34,7 | −42,1 | −55,2 |
| Норма осадков, мм             | 4     | 3     | 5     | 13    | 39    | 59   | 79   | 79   | 42   | 14    | 8     | 6     | 351   |
| Источник: Погода и климат     |       |       |       |       |       |      |      |      |      |       |       |       |       |

## История

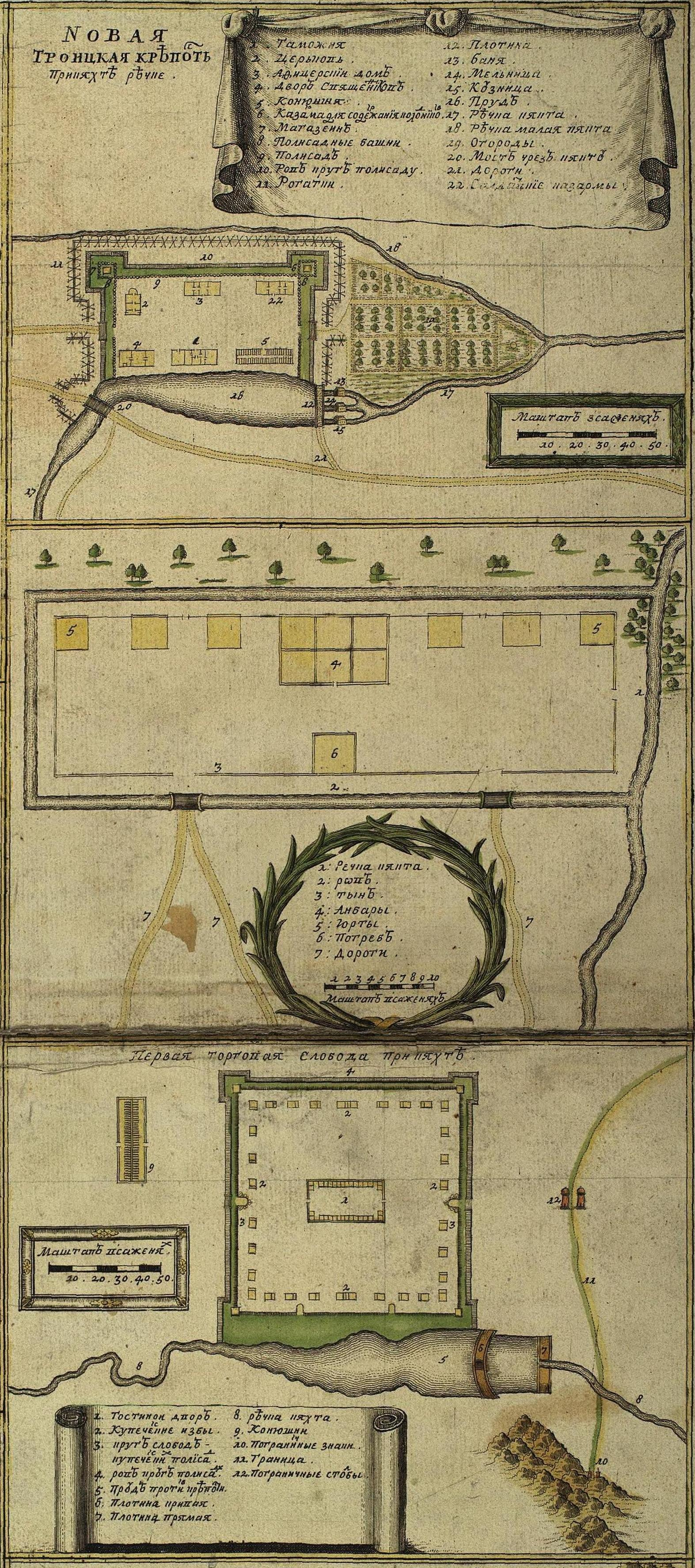
План Троицкой крепости и Первой торговой слободы при р. Кяхте. 1720—1730 гг.

Город был основан в 1727 году российским дипломатом С. Л. Рагузинским-Владиславичем. По его указанию, в соответствии с Буринским трактатом, на месте Барсуковского зимовья был построен Троицкосавский острог. Возведённая внутри деревянной крепости Троицкая церковь с приделом Святого Саввы Сербского (небесного покровителя основателя крепости Саввы Рагузинского-Владиславича), дала название как самой крепости — Троицкая, так и городу — Троицкосавск.
18 декабря 1728 года была освящена церковь Святой Троицы и Святага Саввы Сербского. Церковь была приписана к Посольскому монастырю. Церковную утварь и книги Троицкой церкви подарил Рагузинский из своей походной церкви.
С 1728 года рядом с городом Троицкосавск существовала Кяхтинская торговая слобода, которая переросла в город Кяхта. В 1934 году Троицкосавск и Кяхта были объединены в единый город под общим названием Кяхта.
Постройка Кяхты была поручена капитану Княжнину с 30 солдатами. Позднее на строительство прислали 350 солдат Якутского полка и 30 казаков из Верхнеудинска. Несколько десятков рабочих прибыли из Илимского и Кабанского острогов. В слободе поставили 6 юрт и большой двор с 12 амбарами. Крепость была четырёхугольной, по 100 саженей в длину на каждой стороне, башни по углам и двое ворот. Внутри построили 32 избы для купцов, гостиный двор с 24 лавками и 24 амбарами. Постройка Кяхтинской слободы завершилась в 1728 году.
Заключённые между Россией и Китаем договоры (Буринский и Кяхтинский) не только определили на долгие годы мирные взаимоотношения между странами-соседями, но и стали судьбоносными для «пырейного места», сделав его главным центром русско-китайской торговли.
Через Кяхту в Китай вывозились сукно, мануфактура, пушные товары и юфть, из Китая — главным образом — чай. В небольших количествах доставлялись шёлковые и хлопчатобумажные ткани и фарфоровые изделия. Длительное время (около века) именно Кяхта снабжала чаем всю Россию и почти монопольно — Западную Европу. Причём в России этот китайский чай называли кяхтинским, a в других европейских странах — русским.
В 1730 году напротив Кяхты на китайской стороне возникло торговое поселение Маймачен.
В 1735 году началось почтовое сообщение от Посольского монастыря до китайской границы.
6 февраля 1738 года было выдано разрешение на строительство в торговом форпосте Кяхта деревянной церкви во имя Воскресения Христова с приделами Успения Пресвятые Богородицы и Святителя Николая Чудотворца. В 1739 году церковь была почти построена. В 1740 году был готов к освящению Никольский придел. Передвижная полковая церковь Якутского полка была возвращена в Селенгинск. 10 июня 1746 года кяхтинский комиссар С. И. Свиньин просил освятить Воскресенскую церковь. Церковь была освящена только в 1750 году.
В 1743 году Кяхта получила статус торговой слободы.
В 1774 году был издан указ об учреждении в Кяхте магистрата или ратуши.
В 1792 году в Кяхту была переведена таможня из Иркутска.
В 1796 году издан указ о строительстве дороги от Иркутска до Кяхты, которая называлась Кругобайкальский тракт или Кругоморский тракт.
В 1805 году Троицкосавск получил статус города. В 1829 году здесь насчитывалось 4054 жителя и 542 дома.

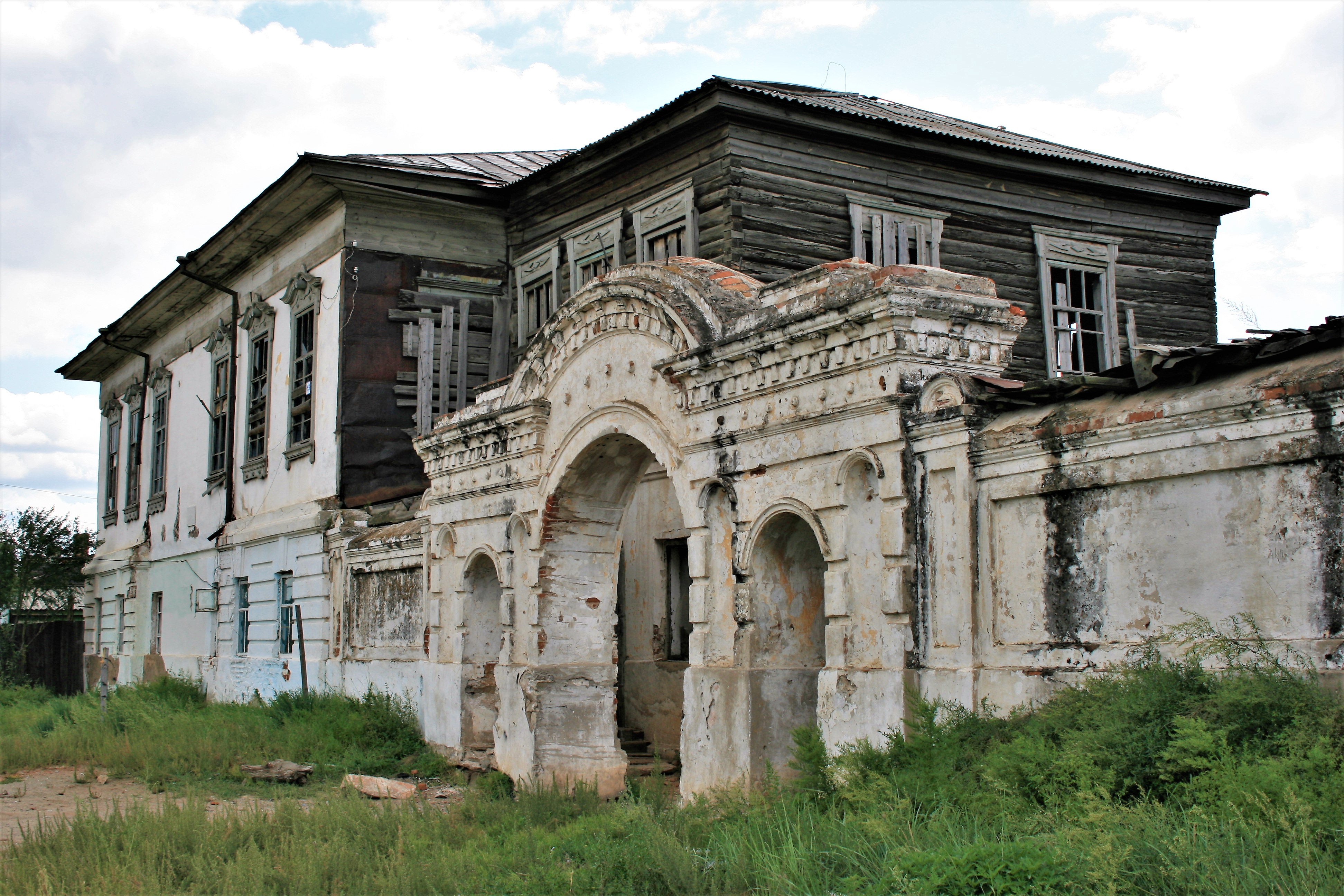
Дом купца и общественного деятеля А. М. Лушникова

«Кяхтинский листок» № 6, 7 июня 1862 года

В начале XIX века Троицкую крепость снесли.
В 1851 году в Троицкосавске введено градоначальство. Градоначальство управляло Троицкосавском, Кяхтой и Усть-Кяхтой. Кяхтинское градоначальство было упразднено 9 февраля 1863 года.
Пожар 22 мая 1868 года уничтожил большую часть Кяхты. В пожаре сгорели городские архивы до 1801 года.
В XIX веке современники называли богатый купеческий город Троицкосавск «Песчаной Венецией» и «Забалуй-городком». С последней четверти XIX века, после постройки Суэцкого канала, когда бо́льшую часть импорта в Китай стали отправлять морским путём, значение кяхтинской торговли начало падать. Ещё более оно уменьшилось со строительством Китайско-Восточной железной дороги (1903 год). Кяхта потеряла значение главного пункта торговли с Китаем и стала центром русской торговли с Внешней Монголией. Во второй половине XIX века в городе развивается необходимое для экономики и купечества народное образование, в частности было создано Алексеевское реальное училище.
В 1873 году в Троицкосавске открылась метеорологическая станция — первая в Забайкалье.
В 1907 году сюда прибыл 26-й Восточно-Сибирский стрелковый полк, входивший в состав 7-й Восточно-Сибирской дивизии, отличившейся в боях за Порт-Артур. Его Георгиевское знамя в настоящее время находится в Иркутском областном краеведческом музее.
В Кяхте начинались или заканчивались путешествия ряда исследователей Центральной Азии — Н. М. Пржевальского, П. К. Козлова, Г. Н. Потанина и А. В. Потаниной, В. А. Обручева и др.

### Революция 1905—1907 годов
15 декабря (по новому стилю) 1905 года по инициативе Троицкосавского отделения Всероссийского Союза учителей было созвано собрание учащихся троицкосавских учебных заведений. Собрание констатировало, что «манифест 17 октября не только не внёс в общественную жизнь ожидавшегося успокоения, а напротив, благодаря реакционной деятельности правительства, революционно-освободительное движение достигло крайнего напряжения». Собрание приняло решения прекратить занятия впредь до наступления более благоприятных условий.
22 декабря 1905 года в кяхтинской газете «Байкал» было помещено письмо Союза типографских рабочих города Троицкосавска, в котором сообщалось, что троицкосавские рабочие-типографы, «проникнутые идеей всеобщего освободительного движения нашего многострадального народа», призывали служащих магазина Второва, как более сильную в городе корпорацию приказчиков, к забастовке не более как на 4 дня. Приказчики от участия в забастовке отказались.
24 декабря 1905 года в Троицкосавске состоялось народное собрание, на котором были прочитаны несколько докладов, включая доклад учителя П. О. Матиясевича о забастовке городских учителей и учительниц.
27 декабря 1905 года в Троицкосавске состоялось собрание служащих местных почтово-телеграфных контор (Троицкосавской и Кяхтинской). Постановлено организовать местное отделение почтово-телеграфного стачечного комитета и отправить своего представителя в Читу на съезд делегатов всех почтово-телеграфных комитетов Забайкальской области, созываемый Читинским почтово-телеграфным комитетом.
5 января 1906 года в Троицкосавске народный митинг постановил передать почту и телеграф в ведение общества со строгим бойкотом правительственной корреспонденции. Троицкосавская Дума присоединилась в принципе к этой резолюции. Была организована Комиссия для общего заведования почтово-телеграфным делом.

### 1910-е годы
В январе 1914 года в Верхнеудинске состоялся съезд кооператоров Западного Забайкалья, на котором было создано Прибайкальское торгово-промышленное товарищество кооперативов «Прибайкалсоюз». После этого кооперативные общества потребителей «Экономия» возникли в Троицкосавске, Мысовске, Баргузине.
25 мая 1915 года в Кяхте состоялось подписание тройственного русско-китайско-монгольского соглашения по вопросу о международном положении Внешней Монголии (Кяхтинский договор 1915 года).
Во время Первой мировой войны в Троицкосавске был создан лагерь для военнопленных. Зимой 1915—1916 годов в лагере содержалось 6700 военнопленных.

### Революция и Гражданская война
25 марта (7 апреля) 1917 года 1917 года в Троицкосавске образовался Совет рабочих и солдатских депутатов. 3 мая 1917 года начался съезд делегатов Троицкосавского уезда и представителей казаков 1-го военного отдела.
17 июня 1917 года в Троицкосавске проходил войсковой съезд Забайкальского казачьего войска. Съезд постановил: всеми делами войска управляет «войсковой круг», войском управляет выборный наказной атаман с резиденцией в Чите. Съезд решил «энергично бороться с богохульцами».
В ноябре 1917 года в Кяхте была установлена Советская власть. Председателем Троицкосавского (Кяхтинского) совета рабочих, крестьянских и солдатских депутатов был избран преподаватель Троицкосавского реального училища Константин Андреевич Масков (1880—1918).
3 сентября 1918 года Кяхта и Троицкосавск были заняты белочехами. 22 сентября 1918 года был расстрелян К. А. Масков.
В августе 1919 года по распоряжению Главного управления местами заключения Временного сибирского правительства для размещения политических заключённых была создана «Троицкосавская временная тюрьма». Тюрьма разместилась в 2 км от Троицкосавска в казармах бывшего военного городка (Красные казармы). В Троицкосавской временной тюрьме находились заключённые из Александровской каторжной тюрьмы, Бийской, Златоустовской, Красноуфимской, Кунгурской, Пермской, Тобольской, Челябинской и других тюрем. С 24 декабря 1919 года по 10 января 1920 года в тюрьме было произведено массовое уничтожение заключённых, получившее название Троицкосавской трагедии. После восстановления советской власти в Троицкосавске 4 марта 1920 года тюрьма перестала функционировать, начала работу следственная комиссия по расследованию расправы над политзаключёнными.
В сентябре 1918 года из Троицкосавска выдвинулся карательный отряд под командованием прапорщика Пальшина. Отряд действовал в направлении сёл Бичуры, Окино-Ключей, Елани, Малой Кудары, Урлука, Тамира. 25 августа 1919 года из Троицкосавска вышла карательная экспедиция под командованием полковника Макаренко.
В январе 1920 года город по приглашению Троицкосавской думы был занят китайскими войсками. 22 февраля 1920 года китайские солдаты окружили квартал, занятый Ревкомом и его отрядом. На базарной площади состоялся митинг жителей города, которые направились к помещению Ревкома. Демонстрация была расстреляна китайскими солдатами. Погибло 7 человек, 14 человек было ранено. 27 февраля 1920 года в Усть-Кяхте начались переговоры между делегацией ЦИК Прибайкалья и китайским командованием об эвакуации китайских войск из Троицкосавского района.
В 1920—1921 годах Кяхта была центром революционной деятельности Сухэ-Батора и Чойбалсана. 1 марта 1921 года в Кяхте происходил 1-й съезд Монгольской народной партии. 18 марта 1921 года силами монгольского ополчения был освобождён от китайских войск соседний с Кяхтой монгольский посёлок Алтан-Булак.
21 мая 1921 года барон фон Унгерн издал приказ № 15 «русским отрядам на территории Советской Сибири», которым объявил о начале похода на советскую территорию. Весной 1921 года Азиатская дивизия была разделена на две бригады: одна под командованием генерал-лейтенанта Унгерна, другая — генерал-майора Резухина. Последняя должна была перейти границу в районе станицы Цежинской и, действуя на левом берегу Селенги, идти на Мысовск и Татаурово по красным тылам, взрывая по пути мосты и тоннели. Бригада Унгерна наносила удар на Троицкосавск, Селенгинск и Верхнеудинск. Эта бригада потерпела поражение в боях за Троицкосавск 11—13 июня 1921 года.

### Советский период
15 марта 1924 года началось междугородное телефонное сообщение между городами Верхнеудинском, Новоселенгинском и Троицкосавском.
В 1925 году создан Троицкосавский горсовет.
В 1956 году на могиле А. В. Потаниной был установлен бюст по проекту А. И. Тимина.

## Население
| 1770    | 1820    | 1856    | 1860    | 1890    | 1897    | 1923    | 1926    | 1931    | 1939    | 1959    |
| ------- | ------- | ------- | ------- | ------- | ------- | ------- | ------- | ------- | ------- | ------- |
| 1500    | ↗4380   | ↗5400   | ↗5431   | ↗7837   | ↗8800   | ↘8467   | ↗8646   | ↗10 600 | ↗11 153 | ↘10 327 |
| 1970    | 1979    | 1989    | 1992    | 1996    | 1998    | 2000    | 2001    | 2002    | 2003    | 2004    |
| ↗15 316 | ↘14 990 | ↗18 307 | ↘18 300 | ↘18 100 | ↗18 400 | ↘18 300 | ↗18 400 | →18 400 | →18 400 | ↗18 600 |
| 2005    | 2006    | 2007    | 2008    | 2009    | 2010    | 2011    | 2012    | 2013    | 2014    | 2015    |
| ↗18 800 | →18 800 | ↗18 900 | ↗19 100 | ↗19 359 | ↗20 024 | ↘19 991 | ↗20 046 | ↘19 998 | ↗20 076 | ↘20 036 |
| 2016    | 2017    | 2018    | 2019    | 2020    | 2021    | 2023    | 2024    | 2025    |         |         |
| ↘19 980 | ↗20 013 | ↗20 031 | ↗20 157 | ↗20 297 | ↘17 877 | ↗18 007 | ↘17 880 | ↘17 758 |         |         |

По численности населения на 1 января 2014 года находится на 677 месте из 1100 городов Российской Федерации.

### Национальный состав
По данным Всероссийской переписи 2010 года в Кяхте проживали следующие национальности:
- русские — 14 208 чел. (70,95 %)
- буряты — 4 236 чел. (21,15 %)
- татары — 311 чел. (1,5 %)
- остальные — 1 311 чел. (6,6 %)[62]

## Промышленность
В декабре 1880 года кяхтинскими купцами было образовано «Кяхтинское пароходное товарищество» на вере. В феврале 1881 года товарищество приобрело всё имущество «Байкальского пароходства», а также взяло обязательства по организации почтово-пассажирского пароходства через Байкал. В 1892 году в распоряжении Товарищества находилось 6 паровых судов, 14 барж и 4 полубаржи. За содержание регулярных пароходных рейсов через Байкал от села Лиственичного до пристаней в Мысовой или Боярской и пяти рейсов в навигацию в Верхне-Ангарск Товариществу ежегодно выплачивалась субсидия от казны в размере 33 938 рублей. В апреле 1895 года пароходство перешло в собственность кяхтинского купца А. Я. Немчинова.
С 1885 года на Киранском озере работал Киранский солеваренный завод.
В конце 1939 года был создан Кяхтинский райпромкомбинат. В конце 1940 года комбинат имел 7 цехов: мебельный, бондарный, игрушечный, сапожный и др.
В 1951 году в Кяхте был построен камвольно-суконный комбинат; хлопок для него поставлялся из Узбекистана. После распада СССР комбинат был заброшен.
В Кяхте работают предприятия пищевой промышленности.

## Культура

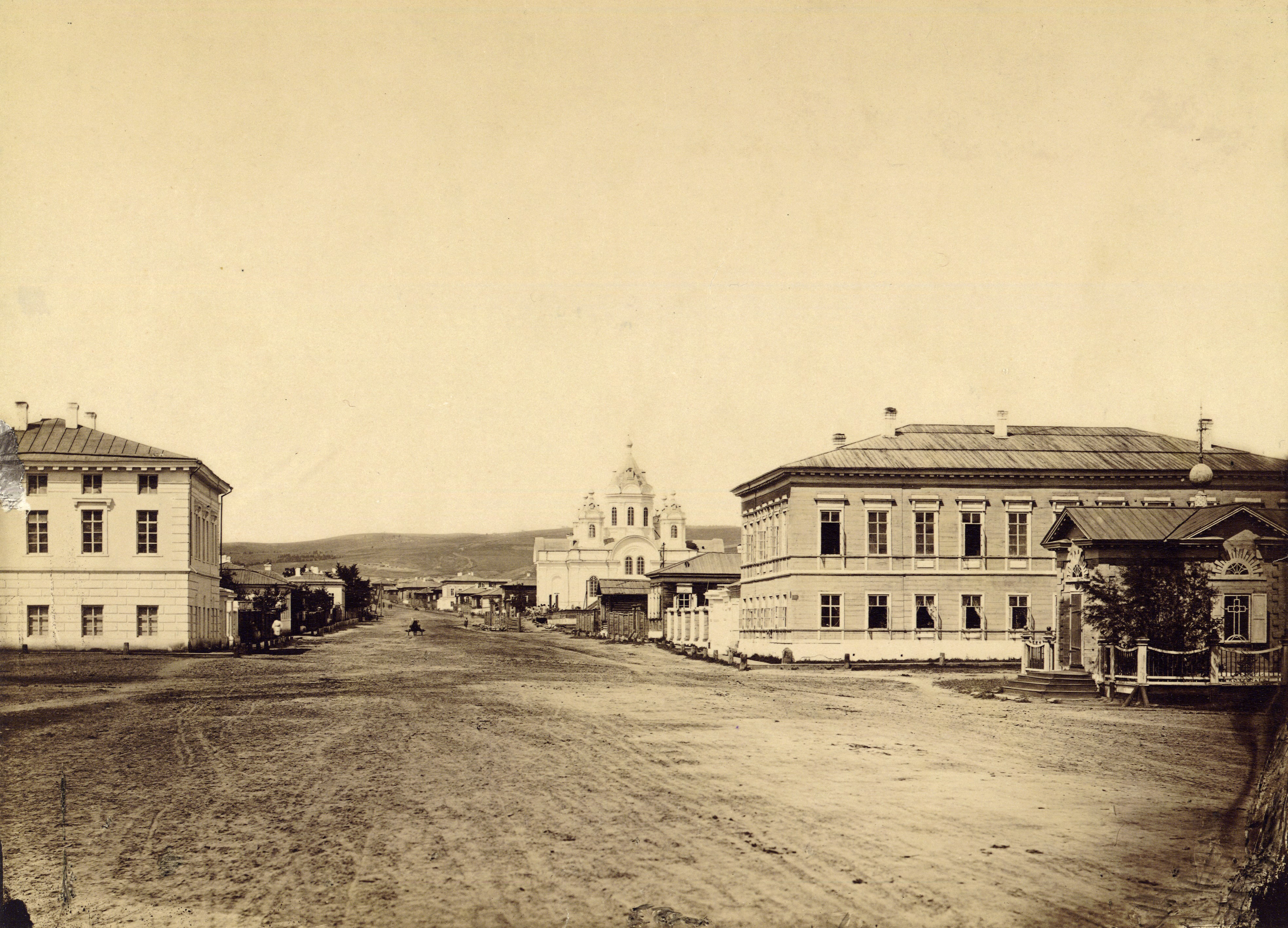
Улица Троицкосавска в 1880-е годы

### Музыка
Примерно в 1840-е годы в Кяхте широкое распространение в купеческих семьях получает фортепиано. Преподавали музыку в 1840-е — 1850-е годы ссыльные: Константин Осипович Савичевский, П. Сливовский, Анна Краевская. У К. О. Савичевского училась 8-летняя Серафима Савватьевна Скорнякова — мать пианистки А. В. Сабашниковой.
В начале 1850-х годов при содействии А. И. Деспота-Зеновича был создан Кяхтинский инструментальный оркестр. Существовал также певческий хор, точная дата возникновения которого неизвестна. При хоре были организованы специальные певческие классы, где хористы изучали основы теории музыки, занимались постановкой голоса. Основу репертуара хора составляли духовные сочинения. Хор привлекался для отправления служб в Воскресенской церкви. Хор содержался до 1890-х годов.
7 января 1858 года открылось «Кяхтинское коммерческое собрание» (клуб). Инструментальный оркестр поступил в его распоряжение и в дальнейшем играл на балах, устраиваемых собранием.

### Театр
Первое театрализованное представление в Кяхте можно отнести к 26 ноября 1805 года. В записках Ф. Ф. Вигеля сообщается, что члены посольства в Китай поставили французскую фарсу в честь именин графа Ю. А. Головнина.
В 1842 году в журнале «Сын Отечества» была опубликована пьеса «Луна и стихи»: «Китайская комедия в одном действии,
основанная на истинном происшествии, написанная в Кяхте и доставленная в Петербург в чайном ящике». Пьеса была подписана Иван Иванов, сын Деревяшкин. По предположению Е. Д. Петряева, за этим псевдонимом мог скрываться А. И. Орлов —— бывший кяхтинский врач.
В 1880-е — 1890-е годы семьи Лушниковых и Синицыных организовывали любительские театральные спектакли. Ставили пьесы А. Н. Островского, А. А. Потехина, А. И. Сумбатова-Южина. Репетиции проводились или в Общественном собрании, или на квартире устроителей спектакля. Жизнь кяхтинских богачей показана в пьесе «На поверхности» И. А. Горяйнова, который с середины 1880-х годов жил в Троицкосавске.
В 1898 году появился драматический кружок при кяхтинском клубе приказчиков. Спектакли устраивались также в помещении Кяхтинского коммерческого собрания. Театральные кружки появились в женской гимназии и реальном училище.
В 1941 году начал работать драматический театр.

### Музеи
- Кяхтинский Краеведческий музей им. В. А. Обручева
- Музей Российско-Монгольской дружбы
- Мемориальный дом-музей «Конспиративная квартира Сухэ-Батора»
- Музей К. К. Рокоссовского

### Образование
В 1811 году в Троицкосавске открылось приходское уездное училище. Основным учебным предметом был Закон Божий.
15 сентября 1812 года открылось Троицкосавское 1-е высшее начальное училище. Оно закрылось после 1918 года.
17 февраля 1820 года во время визита М. М. Сперанского в городе создаётся школа для обучения кузнечному, чеботарному, каменному ремеслу на пожертвования бургомистра Н. М. Игумнова, купцов и мещан Троицкосавска.
В 1829 году открылось Троицкосавское приходское Успенское училище.
В 1833 году в Троицкосавске начала работать Русско-Монгольская школа. Школа готовила командный состав бурятских казачьих полков. Обучались дети казаков в возрасте 11-12 лет, в основном буряты, иногда принимались русские мальчики. В качестве дополнительных предметов преподавались монгольский язык, основы буддизма. Школа имела 2 деревянных здания. Получившие в школе образование служили писарями, урядниками, переводчиками, учителями начальных училищ. В 1851 году школу перевели в Селенгинск.
В 1835 году при Кяхтинской таможне было открыто училище китайского языка. Обучение продолжалось 4 года. Кроме китайского языка в училище преподавали: юриспруденцию, вексельные уставы, торговое право, бухгалтерский учёт. При училище существовала подготовительная школа.
В 1861 году на средства купца первой гильдии Якова Максимовича Пятовского открывается Покровская церковно-приходская школа.
В 1862 году открылась Троицкосавская женская гимназия имени графа Н. Н. Муравьёва-Амурского. В 1886 году прогимназия получила статус полной 7-летней гимназии. В 1896 году открылся 8-й педагогический класс. В 1923 году гимназия была преобразована в школу II ступени.
20 сентября 1876 года в городе открылось реальное училище. 11 июля 1877 года оно было названо Алексеевским в честь Великого князя Алексея Александровича. В 1881 году для училища было построено своё здание.
В 1886 году открылась Троицкосавская сиропитательная ремесленная школа имени действительного статского советника Якова Андреевича Немчинова. В школе преподавали портняжное, сапожное и столярное ремёсла.
7 января 1896 года в здании Успенского приходского училища начались занятия воскресной школы для девочек. 31 августа 1897 года на средства купца I-й гильдии Матвея Васильевича Шишмакова открылось женское приходское училище.
В 1900 году в слободе Кяхта существовала частная школа Немчиновой Пелагеи Ивановны. В школе обучалось 22 мальчика и 18 девочек. Школа работала по программе для частных школ, рекомендованной Министерством народного просвещения.
В 1935 году был создан Кяхтинский детский дом школьного типа. В 1945 году в доме воспитывалось 239 детей.
В 1947 году на базе политпросветшколы была создана Культурно-просветительная школа. В 1960 году школа была переведена в Улан-Удэ и реорганизована в Культурно-просветительное училище.
В настоящее время в городе работает медицинское училище.

### Средства массовой информации
Газеты
В 1862 году начинает издаваться еженедельная газета «Кяхтинский листок» (первая в Забайкалье). Редактор П. С. Андруцкий. Газета публикует сведения о вывозе чая. До выхода газеты информация о торговле публиковалась в циркуляре «Коммерческих сведений от агентов торгующего в Кяхте купечества». С 9 мая 1896 года бывшим нерчинским журналистом И. В. Багашевым издавался листок «Кяхтинской агентуры Российского телеграфного агентства».
1 июня 1897 года в Троицкосавске вышел первый номер газеты «Байкал». Издатель-редактор газеты И. В. Багашев. Газета издавалась до 1906 года. После организации Дальневосточной республики издавались газеты «Серп и молот» и «Известия Троицкосавского ревкома».
В Советское время издавалась районная газета "Ленинское знамя ", по некотором сведениям редакция которой существует и по сей день.
В настоящее время еженедельно по средам выходит муниципальная газета «Кяхтинские вести» — печатный орган администрации Кяхтинского района.
Радио
- 70,16 Радио Маяк (молчит)
- 71,96 Радио России / Бурятское Радио
- 106,3 Радио России / Бурятское Радио
- 107,9 Баргузин FM (план)

Интернет-СМИ
- Кяхта Ньюс (Kyahtanews.ru) — новости Кяхтинского района. Архивировано из оригинала 10 января 2016 года.

## Архитектура и достопримечательности
В XIX веке в Кяхте был возведён ряд зданий в стиле классицизма:
- Троицкий собор (1812—1817),
- Воскресенская церковь (1838),
- Гостиные ряды (середина XIX века),
 Объект культурного наследия народов РФ федерального значения. Рег. № 031510389220006 (ЕГРОКН)
- Успенская церковь (1884—1888),
- Михайловская (полковая) церковь в районе «Красные казармы». 
 Объект культурного наследия народов РФ регионального значения. Рег. № 031711236950005 (ЕГРОКН)

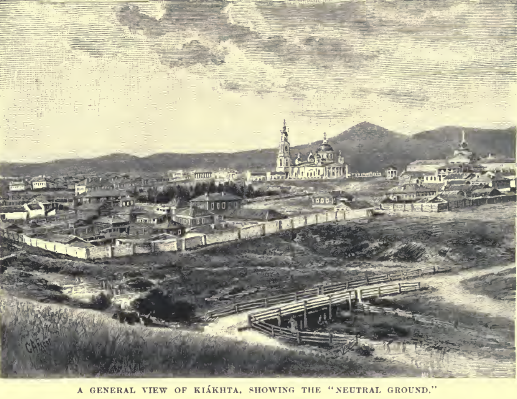
Троицкосавск, 1885
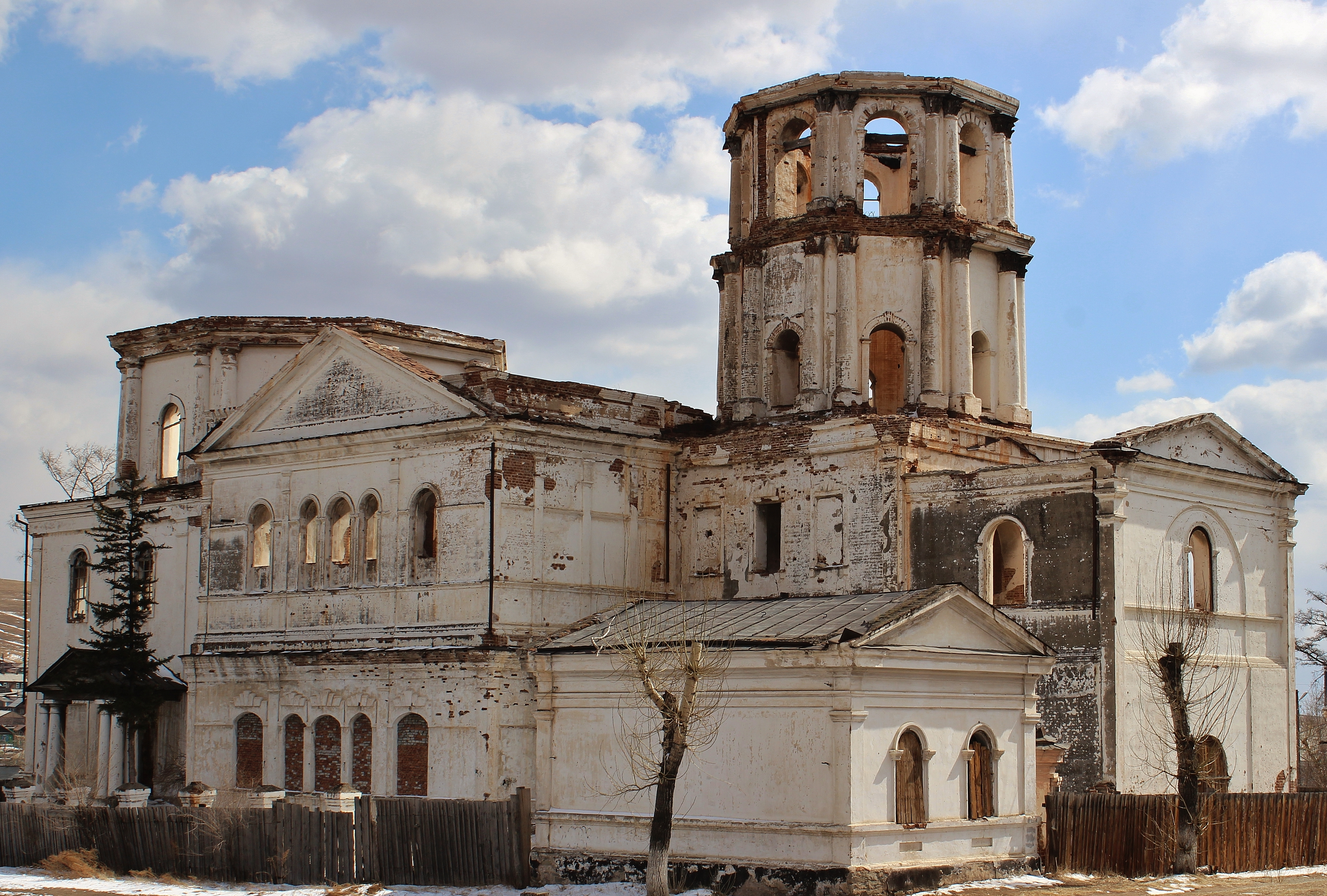
Троицкий собор (1812—1817)
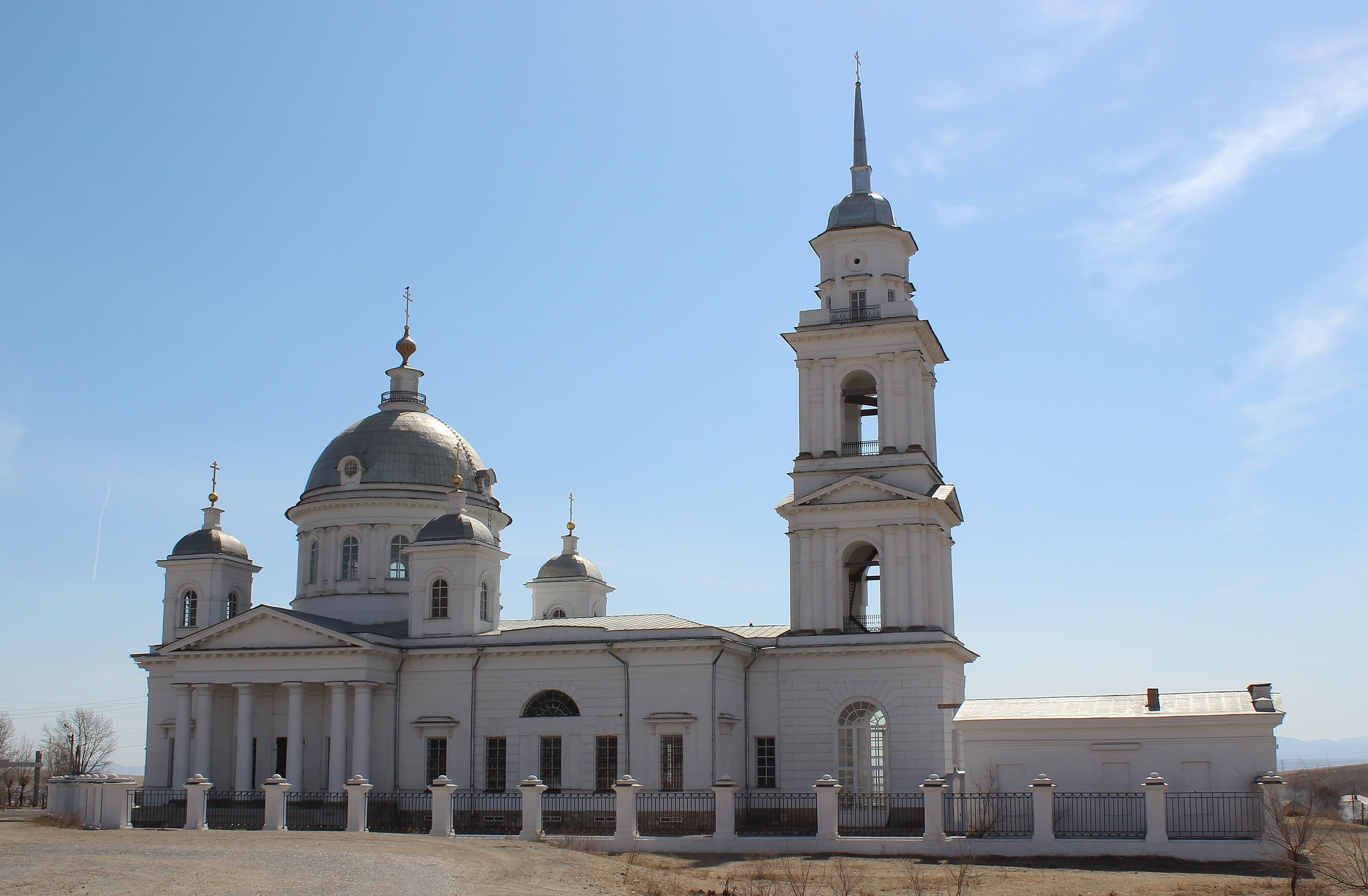
Воскресенская церковь (1838)
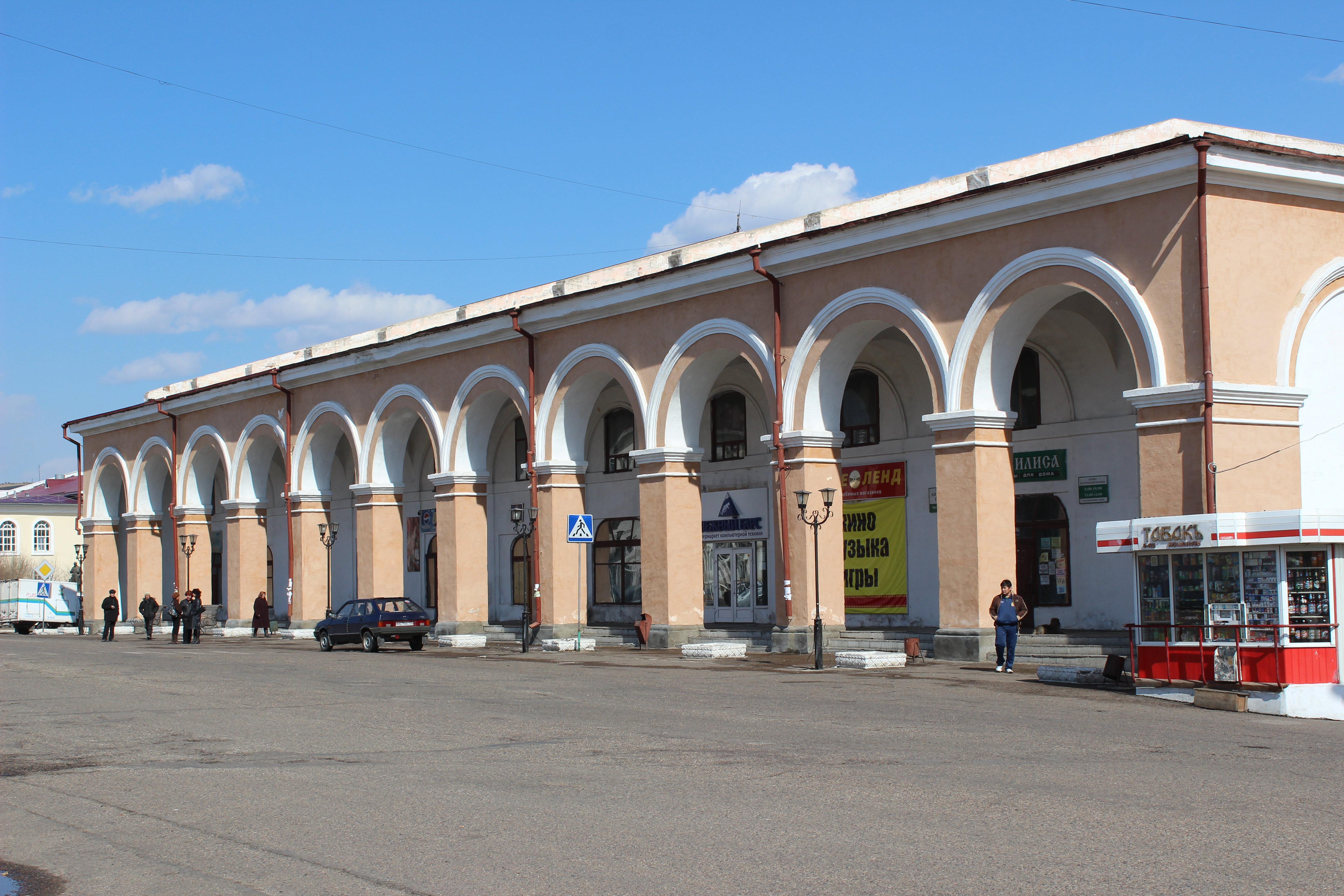
Гостиные ряды (XIX век)
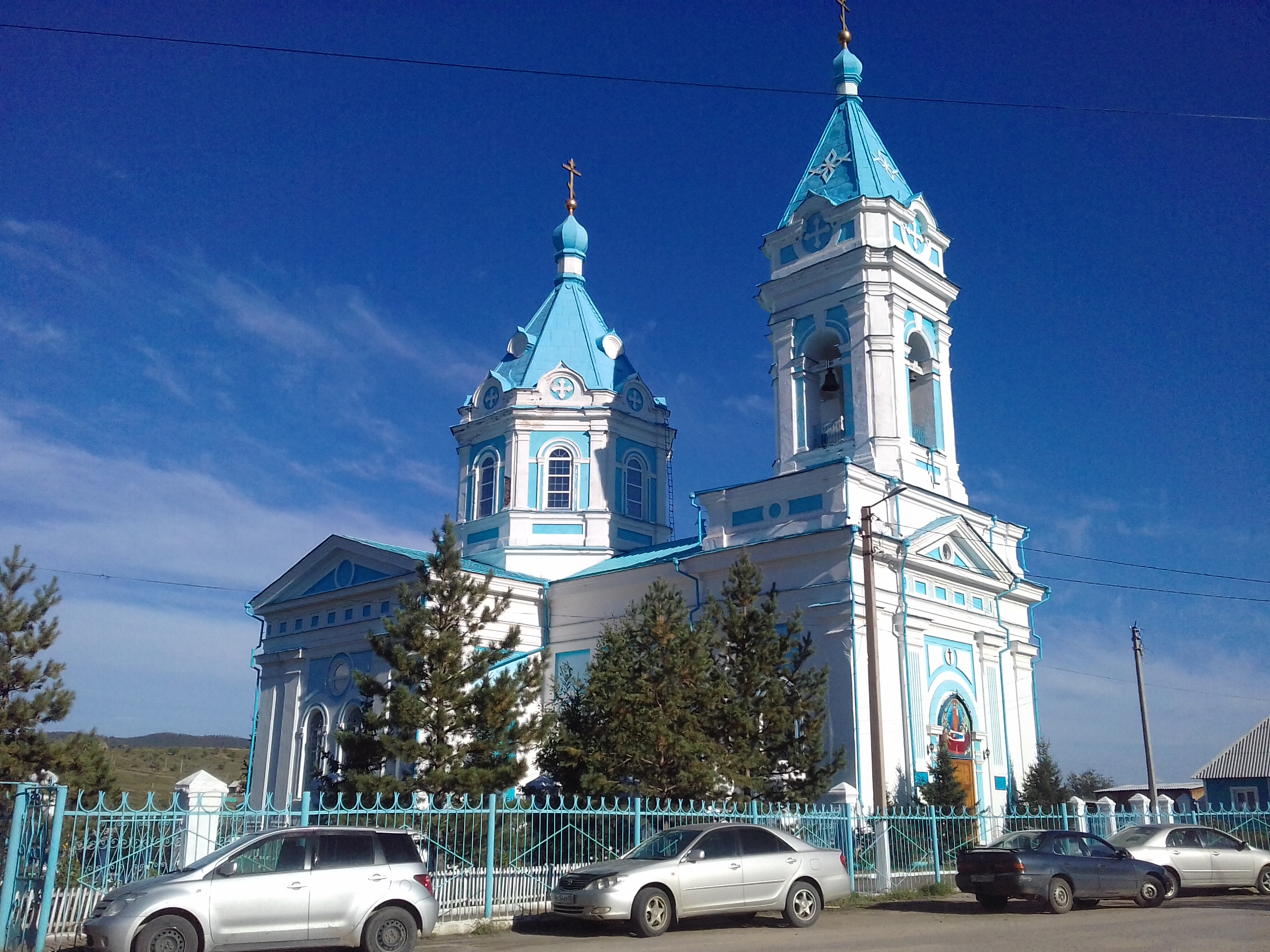
Успенская церковь (1884—1888)
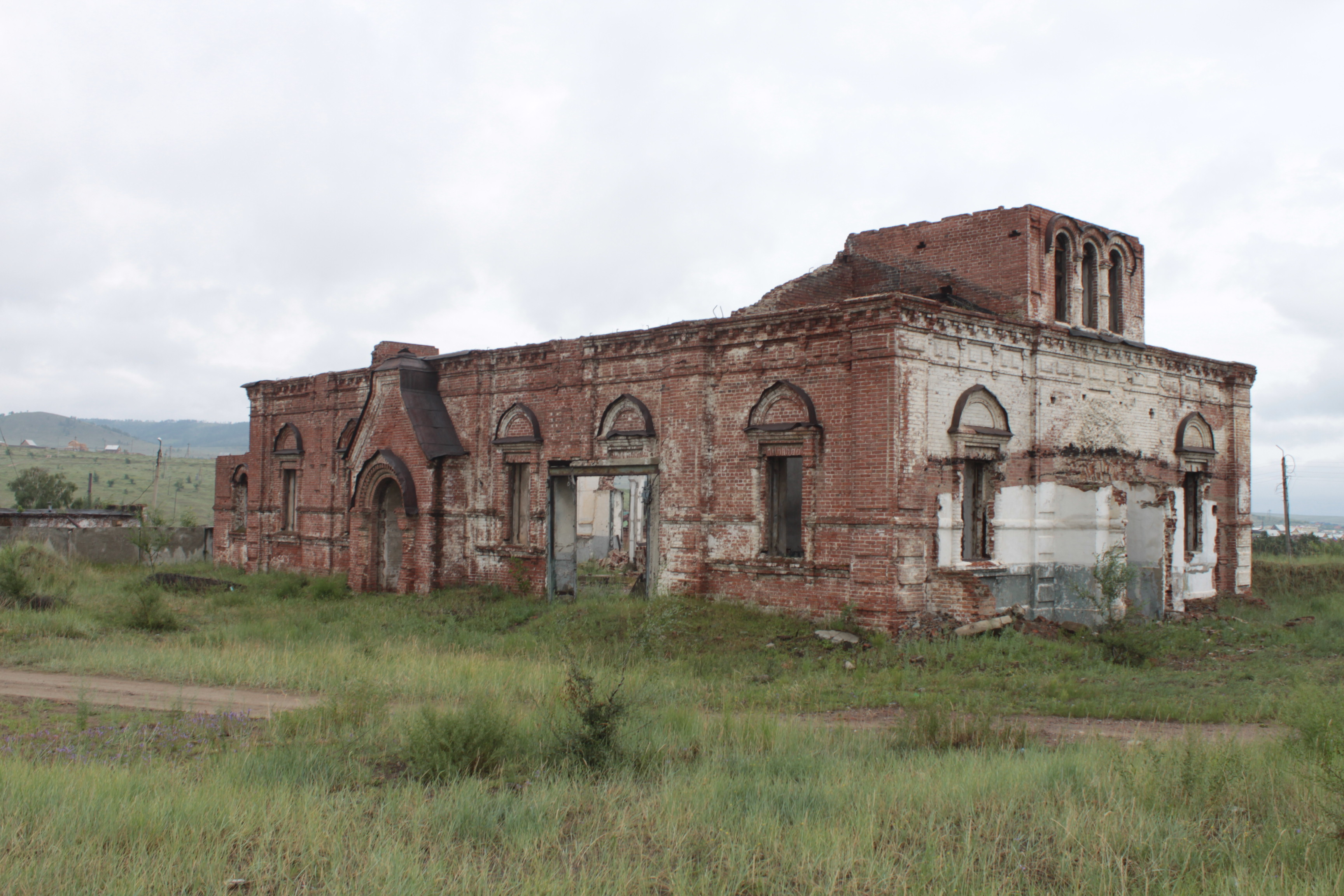
Михайловская (полковая) церковь

В советское время велось массовое жилищное строительство по типовым проектам.

## Галерея

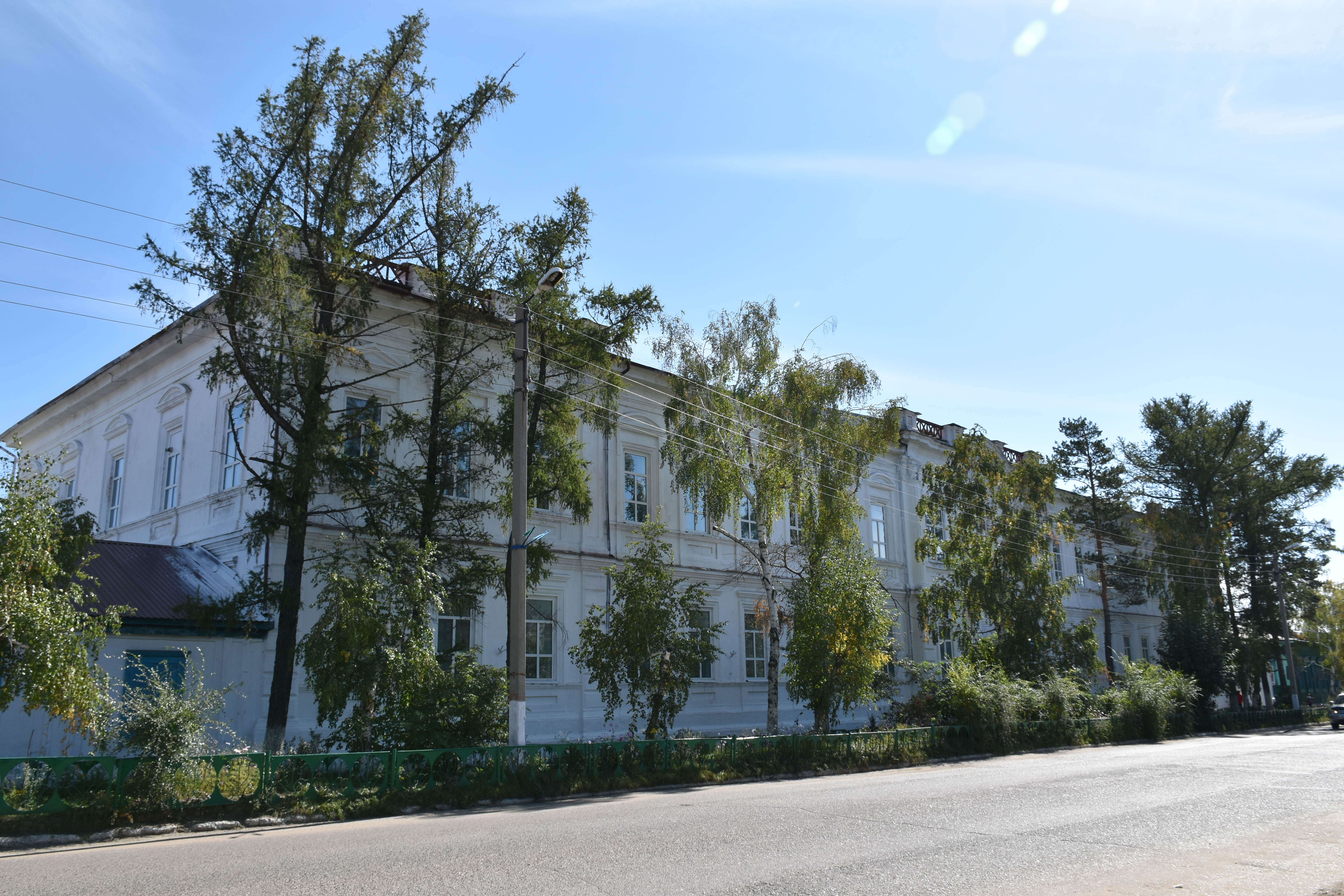
ул. Ленина
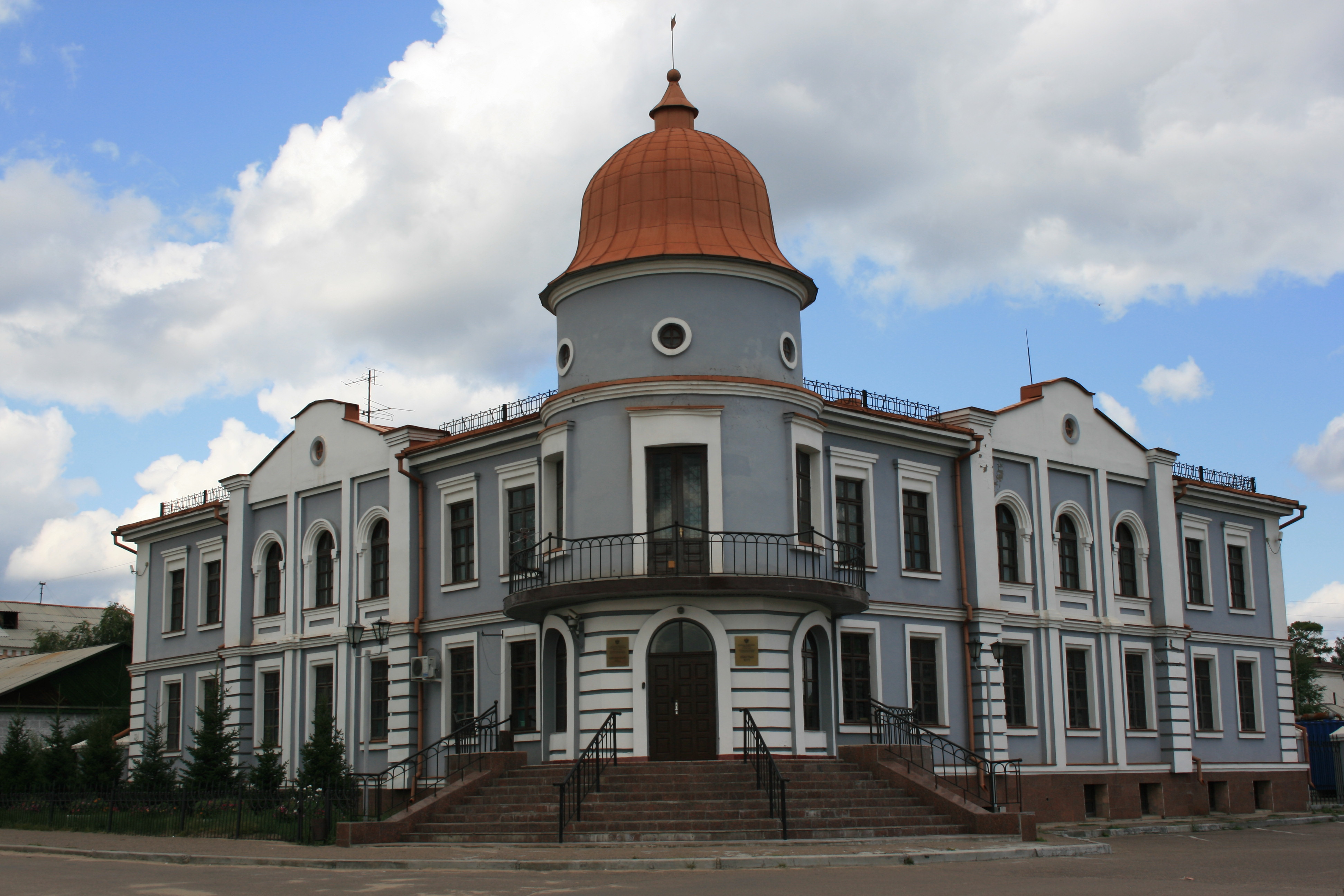
Здание банка в Кяхте
Спортивный зал
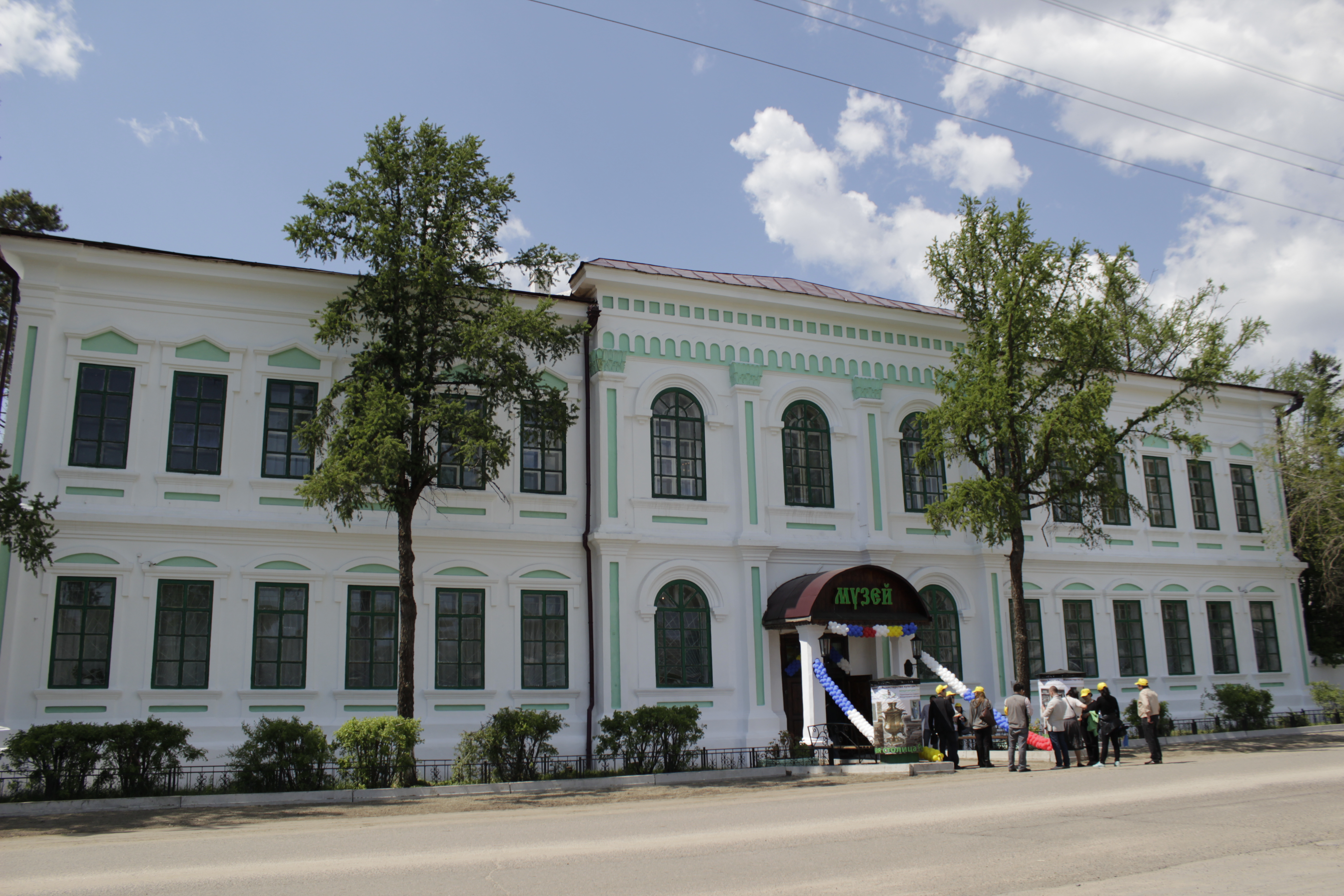
Кяхтинский краеведческий музей
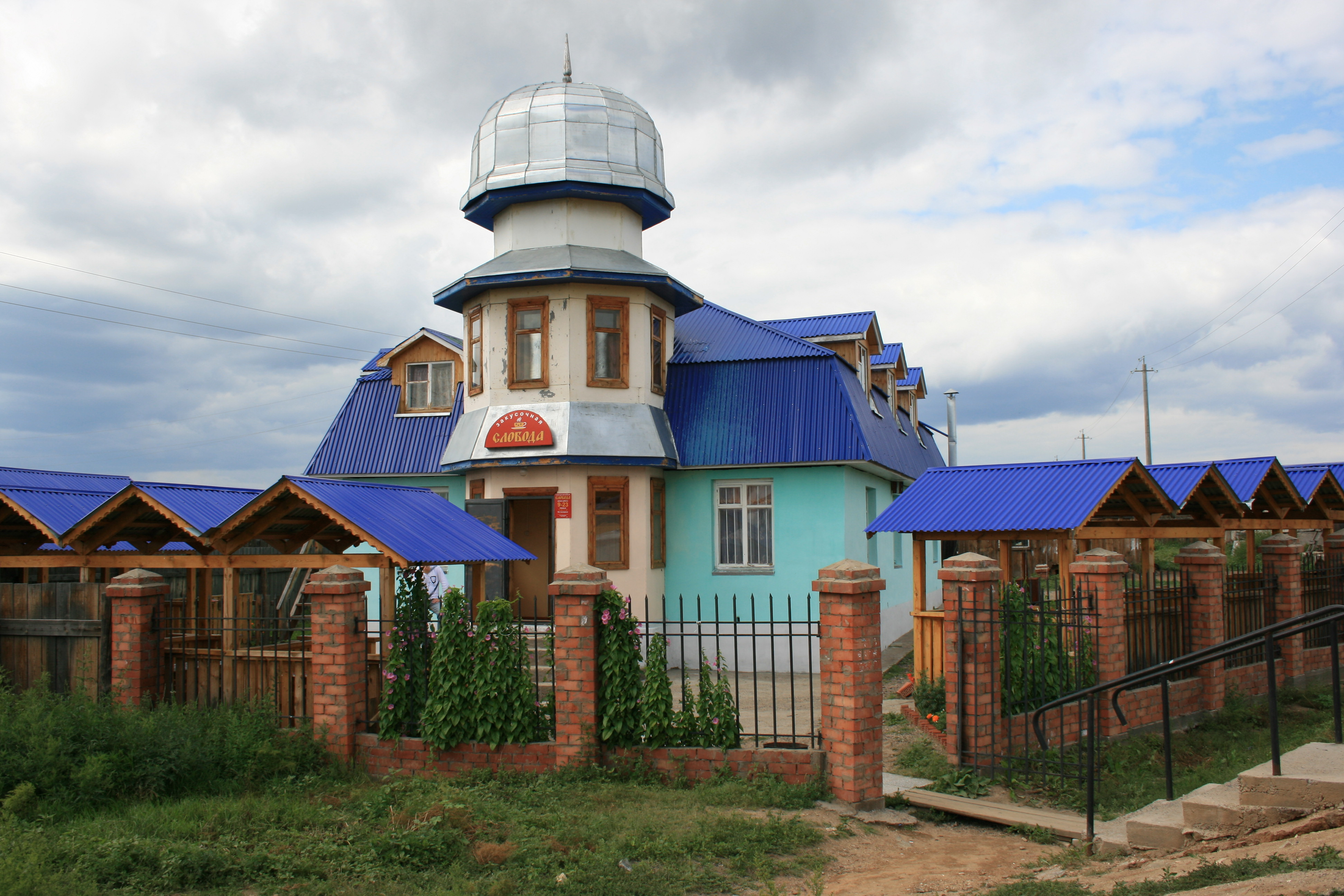
Кафе «Слобода»